# 黄逸峰
黄逸峰（1906年—1988年），原名承镜，又名澄镜、澄静，化名王如飞、张文果、黄国材等，男，江苏东台人，中华人民共和国政治人物、社会科学家，曾任上海社会科学院院长，中国会计学会副会长。

## 生平
1924年下半年，黄逸峰考入上海中国公学大学部就读，1925年春转学至复旦大学商学院。期间他经常到上海大学听课，参加五卅運動。1925年8月，在上海大学加入中國共青团，同年10月转为中国共产党党员。1926年担任复旦大学共青团支部书记，因领导学生举行罷課和游行示威，被复旦大学开除出校。同年進入暨南大学商科就读，并担任中共闸北区委宣传部长、国民党一区党部常务委员、闸北区人民委员会主席、上海学生联合会主席等职务，参与上海工人三次武装起义。1927年4月初，进驻闸北区的二十六军二师师长刘峙派人逮捕了黄逸峰，半天后获释。
1927年7月，担任中共南京地委书记，8月被捕，关在南京第一监狱，10月被释放出狱。1927年11月担任中共江苏省委候补委员、省委秘书处巡视员、省委近郊区委员会书记等职，参与青浦农民暴动。1928年2月担任中共南通特委书记，一个多月后在东台组织农民暴动。3月间遭国民党逮捕，再次被關押在南京第一监狱，被判处1个月徒刑，刑满後釋放。1929年，担任南通中学教员。1929年11月，从南通回到上海中共江苏省委，担任全国铁路总工会秘书长。
黄桥战斗后，陈毅执行统一战线政策，按照中央指示，创立“鲁苏皖边区游击总指挥部直属纵队、鲁苏战区苏北游击指挥部第三纵队联合抗日司令部”（简称“联抗”）。国民政府军事委员会战地党政委员会中将委员、中共地下党员黄逸峰任“联抗”司令，副司令李俊民、副司令兼参谋长周至堃、政治部主任张孤梅。司令部所在地曲塘。部队编为四个大队，分别驻防于胡家集、曲塘、白米、小白米一线。公开活动范围限于曲（塘）北、海（安）北两区，但秘密活动的范围包括兴（化）南、泰（州）北、东台西部的水网地区。后来新四军又先后派贺敏学、戴为然等十多人到“联抗”工作，加强并保证党的绝对领导。后任参谋长贺敏学、姜茂生，政治部主任彭柏山、顾复生，以及团级干部宋生发、袁捷、沈仲彝、熊少南等人。
抗战胜利后，历任北平军事调处执行部中共方面少将交通处长、东北铁路总局副局长、东北人民解放军铁道纵队司令员兼党委书记等职。
中华人民共和国成立后，历任上海铁路局局长兼党委书记、华东军政委员会交通部长兼党组书记。兼任华东交通专科学校校长。1951年12月3日，《人民日报》“读者来信”专栏发表了一篇题为《上海华东交通专科学校存在混乱现象》的文章，即“薛承凤事件”。后发展为“黄逸峰事件”。1953年1月，黄逸峰受到了开除党籍和撤消一切行政职务的处分。1956年12月黄逸峰被批准重新加入中国共产党。1987年5月27日，中共中央组织部发文“同意恢复黄逸峰1941年重新入党前的党籍，党龄从1925年10月连续计算，参加革命工作时间从1925年8月参加共青团算起。”